# 原六朗
原 六朗（はら ろくろう、1915年1月6日 - 2001年11月6日）は、日本のソングライター。本名：原 六郎。代表作に美空ひばりの「お祭りマンボ」がある。洒落たモダンな作曲を手がける事で有名であった。

## 経歴
東京府東京市日本橋区日本橋馬喰町（現在の東京都中央区）の商家に生まれる。明治大学中退。在学中より服部良一と親交を結び、彼に入門して内弟子をしながら作詞術・作曲術・サックスの手ほどきを受ける。約6年の兵役生活後、東宝音楽部に籍を置き、ダンスバンドのアルト・サクソフォーン奏者として活動。
多くの歌手の作品を書き、主にポップス調の音楽を手がけ作詞家としても活動。1950-1960年まではコロムビア・レコード、1960年からは当時設立された東芝レコードへと移籍した。モダンな明るい音楽を好み、演歌の作曲を嫌っていたため、東芝移籍後に演歌の注文が多くなると仕事に嫌気が差し、仮病を使い、徐々に一線から身を退いていった。
映画は江利チエミ主演の人気映画「サザエさん」シリーズの映画音楽など、主に娯楽映画を中心に作・編曲していた。また、音楽評論家としても活動。
2001年11月6日、下咽頭癌のため死去。享年86。

## 代表作

### 歌謡曲
- 僕の東京（藤山一郎）
- 東京の門（越路吹雪）
- お祭りマンボ（美空ひばり）
- 素適なランデブー（美空ひばり）
- チューチューマンボ（美空ひばり）
- 巴里の夜（二葉あき子）
- 雑木林に月が出た（中村メイコ）
- 美わしのアルゼンチナ（笠置シヅ子）
- めんどりブルース（笠置シヅ子）
- 祇園ブギ（池真理子）
- サビタの花（伊藤久男）
- プリンセス・ワルツ（初代コロムビア・ローズ）
- 山は青春（小坂一也）
- 湖畔の駅に雨がふる（青木光一）

など

### 映画音楽
- サザエさん（1956年、青柳信雄監督）
- 続・サザエさん（1957年、青柳信雄監督）